# Blechnum × pampasicum
Blechnum × pampasicum là một loài dương xỉ trong họ Blechnaceae. Loài này được de la Sota & M.L.Dur mô tả khoa học đầu tiên năm 2005.
Danh pháp khoa học của loài này chưa được làm sáng tỏ. 